# Hrinczenkowe
Hrinczenkowe (ukr. Грінченкове) – wieś na Ukrainie, w obwodzie sumskim, w rejonie ochtyrskim, w hromadzie Czupachiwka. W 2001 liczyła 331 mieszkańców, spośród których 320 wskazało jako ojczysty język ukraiński, 6 rosyjski, 3 białoruski, a 2 inny.

## Urodzeni
- Wołodymyr Kuźmenko